# Thijs Antonneau
Thijs Antonneau (Leuven, 25 oktober 1997) is een Vlaams acteur, zanger en piloot.

## Biografie
Antonneau is bekend geworden door de rol van Vincent in de serie D5R. Hij kreeg de rol op zestienjarige leeftijd tijdens een auditie met meer dan 300 jongeren. Uit die 300 werden er vijf jongeren geselecteerd: Sander Provost, Jamie-Lee Six, Thijs Antonneau, Angela Jakaj en Liandra Sadzo. Samen met zijn medeacteurs won hij de prijs Beste Ketnetreeks bij Het gala van de gouden K's 2014.
Vanaf 2017 geeft hij onder de artiestennaam 'T.J', waarbij de twee letters staan voor 'Thijs Jules' ook muziek uit.

## Carrière

### Televisie
- D5R (2014-2022), als Vincent Deprez
- Ketnet-reeks Trollie, als Jozef
- Nachtwacht, als Diego
- Just Like Me!, als Ruben (2016)
- Secrets, als Cédric (2018)
- Thuis, als Cédric (2018)
- Instaverliefd, als Louis (2019)
- Liefdesstips aan mezelf, als Jasper (2022)

### Filmografie
- D5R: de film, als Vincent Deprez (2017)
- Booster, als Noah (2014)
- D5R: De Laatste Zomer Samen (2023)

### Audiovisueel
- Urbanus: De vuilnisheld, als Botswana (2019)

## Singles
| Single met hitnotering(en) in de Vlaamse Ultratop 50 | Datum van verschijnen | Datum van binnenkomst | Hoogste positie | Aantal weken | Opmerkingen |
| ---------------------------------------------------- | --------------------- | --------------------- | --------------- | ------------ | ----------- |
| Homecoming                                           | 12-11-2021            |                       |                 |              | Als T.J     |
| Wij Zijn Magisch                                     | 01-09-2017            |                       |                 |              | Als T.J     |
| Of Course I Do                                       | 20-07-2018            |                       |                 |              | Als T.J     |
| Gotta Have It all (Wekho Remix)                      | 22-02-2019            |                       |                 |              | Als T.J     |